# Raúl Wensel
Raúl Edmundo Wensel (La Paz, Provincia de Entre Ríos, Argentina, 28 de junio de 1962) es un exfutbolista y actual entrenador argentino.

## Trayectoria

### Cañuelas
Debutó en Cañuelas en el año 1986, disputando el torneo de Primera D.

### Deportivo Armenio
La temporada 87-88 lo encuentra jugando en Deportivo Armenio, donde permaneció hasta el final de la temporada 89-90. En total disputó 27 partidos y metió 6 goles, entre el Nacional B y Primera A. En la memoria quedó un partido ante River Plate en el Monumental, en el que Deportivo Armenio perdía 2-0 y que gracias a 3 goles de Raúl Wensel terminó en triunfo por 3-2 para el Deportivo Armenio.

### San Martín de Tucumán
En este club jugó dos temporadas no consecutivas, la 90-91 y la 94-95, ambas en el Nacional B.

### Banfield
En el club del sur jugó desde la temporada 91-92 hasta la 94-95. Las primeras 2 en el Nacional B, del cual se coronó campeón en el 92-93, bajo la dirección técnica de Carlos Babington.
En total hizo 48 goles, 13 en Primera y 35 en el Nacional B, lo que lo deja en la actualidad como 13° en la tabla histórica de goleadores de Banfield.

### Deportivo Morón
Aquí jugó en la temporada 96-97 del Nacional B.

### Tristán Suárez
Sus últimas temporadas las jugó en el club Tristán Suárez. Se retiró en la temporada 98-99.

### Luego del retiro
Wensel se desempeñó como director técnico de las inferiores y de la reserva de Banfield.

### Estadísticas
| Período | Club           | PJ  | Goles | Logros             |
| ------- | -------------- | --- | ----- | ------------------ |
| 86-87   | Cañuelas       | N/D | N/D   | N/D                |
| 87-90   | Armenio        | 27  | 6     | N/D                |
| 90-91   | San Martín     | 42  | 17    | N/D                |
| 91-95   | Banfield       | 134 | 48    | Campeón Nacional B |
| 95-96   | San Martín     | 35  | 5     | N/D                |
| 96-97   | Morón          | N/D | N/D   | N/D                |
| 97-99   | Tristán Suárez | N/D | N/D   | N/D                |